# Many Pieces
Albums de Every Little Thing
4 Force
(2001) Commonplace
(2004)
Compilations par Every Little Thing
Every Ballad Songs
(2001) Every Best Single 2
(2003)
Remix par Every Little Thing
The Remixes III: Mix Rice Plantation
(2002)
Singles
1. Jump
Sortie : 17 octobre 2001
2. Kiwoku
Sortie : 15 mai 2002
3. Sasayaka na Inori
Sortie : 16 août 2002
4. Untitled 4 Ballads
Sortie : 18 décembre 2002
5. Grip!
Sortie : 12 mars 2003

Many Pieces est le cinquième album original du groupe japonais Every Little Thing.

## Présentation
L'album sort le 15 mars 2003 au Japon sur le label Avex Trax, deux ans après le précédent album original du groupe, 4 Force (entre-temps sont sortis sa compilation Every Ballad Songs et trois albums de remix). Il atteint la première place du classement des ventes de l'Oricon, et reste classé pendant 25 semaines. C'est alors l'album studio le moins vendu du groupe.
C'est le deuxième album original que sort le groupe en tant que duo, et le premier sans synthétiseur, d'où un changement de direction musicale notable. Comme pour le précédent album, la chanteuse Kaori Mochida est l'auteur des textes et apparait seule sur la photo de couverture.
L'album contient treize chansons, dont une cachée à la fin (Free Walkin'), composées par divers auteurs extérieurs au groupe ; il contient en plus un interlude instrumental composé par D.A.I. Huit d'entre elles étaient déjà parues sur les cinq singles sortis depuis le précédent album : Jump (la chanson-titre étant cependant remaniée sur l'album), Kiwoku, Sasayaka na Inori (avec Ambivalence en "face B"), Untitled 4 Ballads (maxi-single de quatre titres dont trois sont repris ici : Unspeakable, Ai no Uta, Nostalgia), et Grip! sorti une semaine avant l'album.

## Liste des titres
Toutes les paroles sont écrites par Kaori Mochida.
| 1.  | Jump (Jumping Mix) (jump ... ; 19e single)      | Kaori Mochida    | 4:06 |
| 2.  | Flavor (flavor★)                                | Kunio Tago       | 5:26 |
| 3.  | Stray Cat (stray cat)                           | Kazuhiro Hara    | 4:39 |
| 4.  | Ambivalence (AMBIVALENCE ; du 21e single)       | Kunio Tago       | 4:33 |
| 5.  | Sasayaka na Inori (ささやかな祈り ; 21e single) | Kunio Tago       | 4:56 |
| 6.  | Nostalgia (nostalgia ; du 22e single Untitled)  | Kunio Tago       | 5:48 |
| 7.  | ･･･。 (instrumental)                            | D.A.I            | 1:40 |
| 8.  | Kiwoku (キヲク ; 20e single)                    | Kazuhito Kikuchi | 5:26 |
| 9.  | Tie-Dye (TIE-DYE)                               | Kunio Tago       | 4:40 |
| 10. | Grip! (23e single)                              | Kazuhiro Hara    | 5:26 |
| 11. | Self Reliance (self reliance)                   | Kunio Tago       | 4:40 |
| 12. | Unspeakable (UNSPEAKABLE ; du 22e single)       | Kazuhito Kikuchi | 4:23 |
| 13. | Ai no Uta (愛の謳 ; du 22e single Untitled)     | Kunio Tago       | 4:49 |
| 14. | Free Walkin (Secret Track)                      | Kunio Tago       | ?    |